# Estación de Blasco Ibáñez
Blasco Ibáñez es una estación de la línea ML-1 de la Red de Metro de Madrid, perteneciente al Metro Ligero, ubicada bajo la calle del Príncipe Carlos, en el área residencial de Sanchinarro del barrio de Valdefuentes (Hortaleza). Fue inaugurada el 24 de mayo de 2007.
Su tarifa corresponde a la zona A según el Consorcio Regional de Transportes.

## Accesos
Vestíbulo Blasco Ibáñez

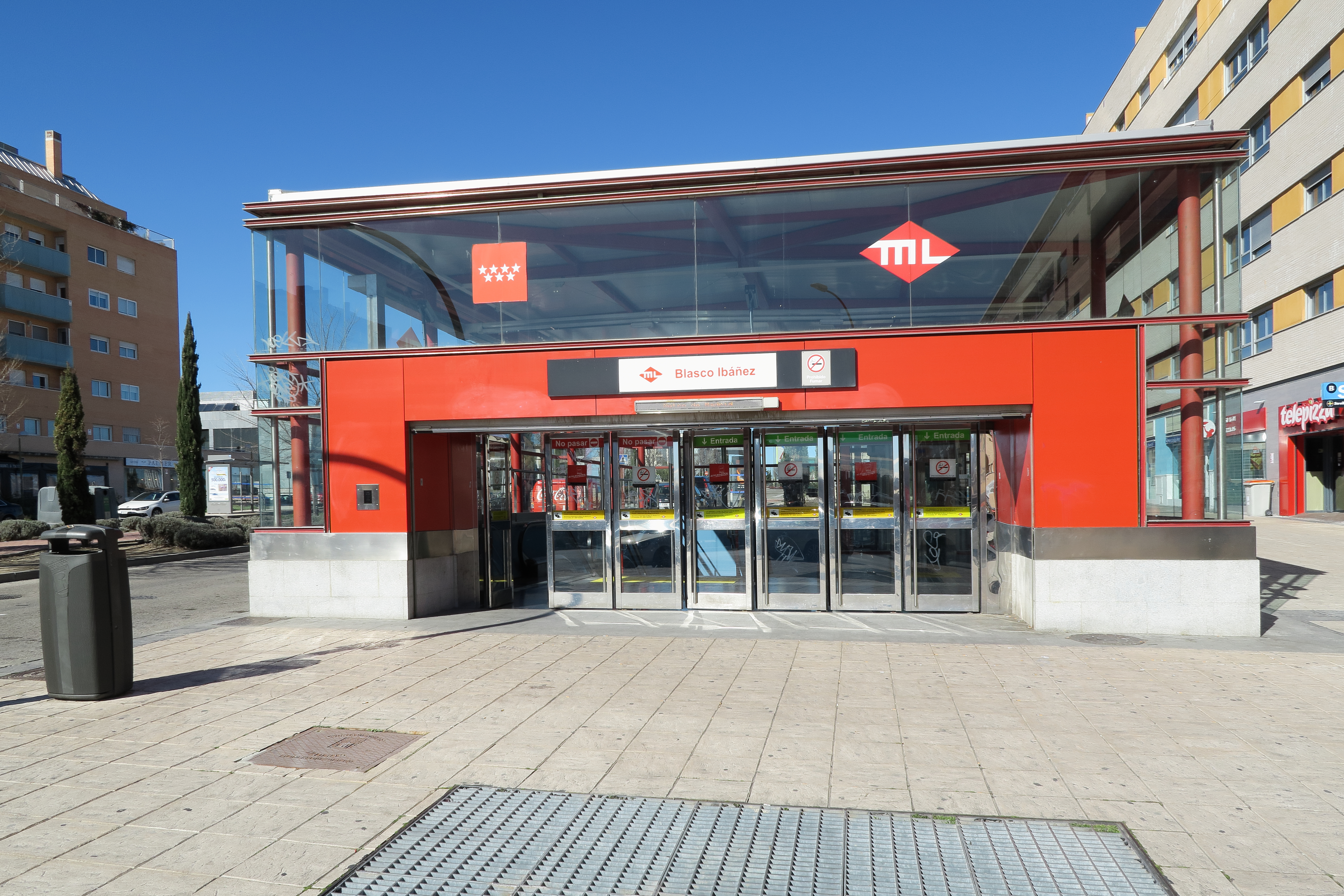
Estación de Blasco Ibáñez

- Blasco Ibáñez C/ Príncipe Carlos, frente al n.º 19 (esquina C/ Vicente Blasco Ibáñez)
- Ascensor C/ Príncipe Carlos, frente al n.º 19 (esquina C/ Vicente Blasco Ibáñez)

## Líneas y conexiones

### Metro Ligero
| << cabecera        | < estación           | línea | estación >  | cabecera >> |
| ------------------ | -------------------- | ----- | ----------- | ----------- |
| Pinar de Chamartín | Álvarez de Villaamil |       | María Tudor | Las Tablas  |

### Autobuses
| Diurnos |                         |                                                                |
| Línea   | Destino                 | Parada                                                         |
| 172     | Telefónica / Las Tablas | 5421 METRO BLASCO IBÁÑEZ (C/ Príncipe Carlos frente al N.º 23) |
| 172     | Mar de Cristal          | 5427 METRO BLASCO IBÁÑEZ (C/ Príncipe Carlos, 21)              |